# Honda Domani
Der Honda Domani ist ein PKW-Modell des japanischen Herstellers Honda, das in Ostasien inklusive Japan selbst von 1992 bis 2001 als Nachfolger des Honda Concerto angeboten wurde. In Japan wurde er auch als Isuzu Gemini angeboten. Er ist außerdem mit dem Rover 400 verwandt. „Domani“ ist italienisch für „morgen“.

## Erste Generation (1992–1997)
Der erste Domani kam 1992 als Nachfolger des Honda Concerto auf den japanischen Markt. Er ist mechanisch identisch mit der fünften Generation des Honda Civic (EG) und wurde bis 1997 produziert. Die Domani-Limousine hatte zunächst 1,6- und 1,8-Liter-Motoren (von 1992 bis 1997) und ab 1994 auch einen 1,5-Liter-Benzinmotor. Er wurde nur als viertürige Limousine in den Ausstattungen Ri, Vi, Si, Si G und Ri F angeboten. Der Si und der Si G hatten den 1,8-Liter-Motor eingebaut. Optional gab es auch Allradantrieb.

In Europa waren auf Basis des Domani fünftürige Schrägheck- und Kombi-Varianten erhältlich, die die Concerto-Limousine und das fünftürige Schrägheck ersetzten. Diese wurden als Civic verkauft und parallel zur sechsten Generation 1995 bzw. 1998 (Kombi) eingeführt.

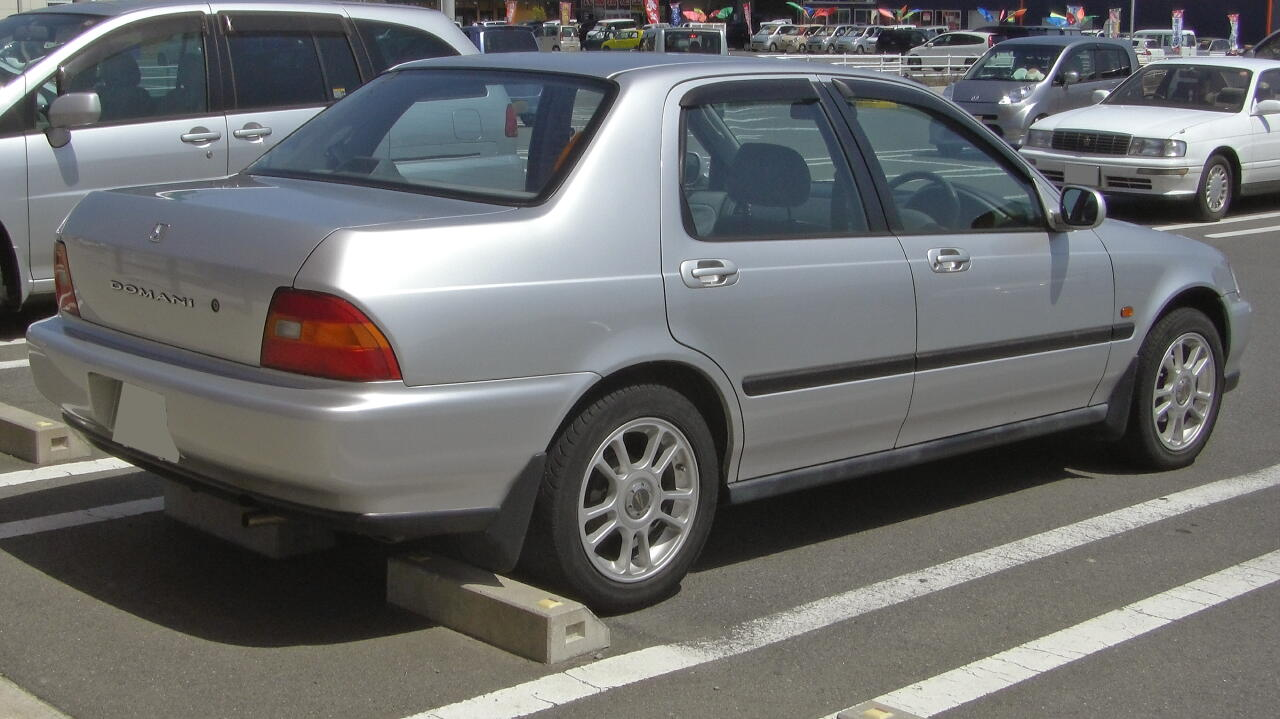
Heckansicht
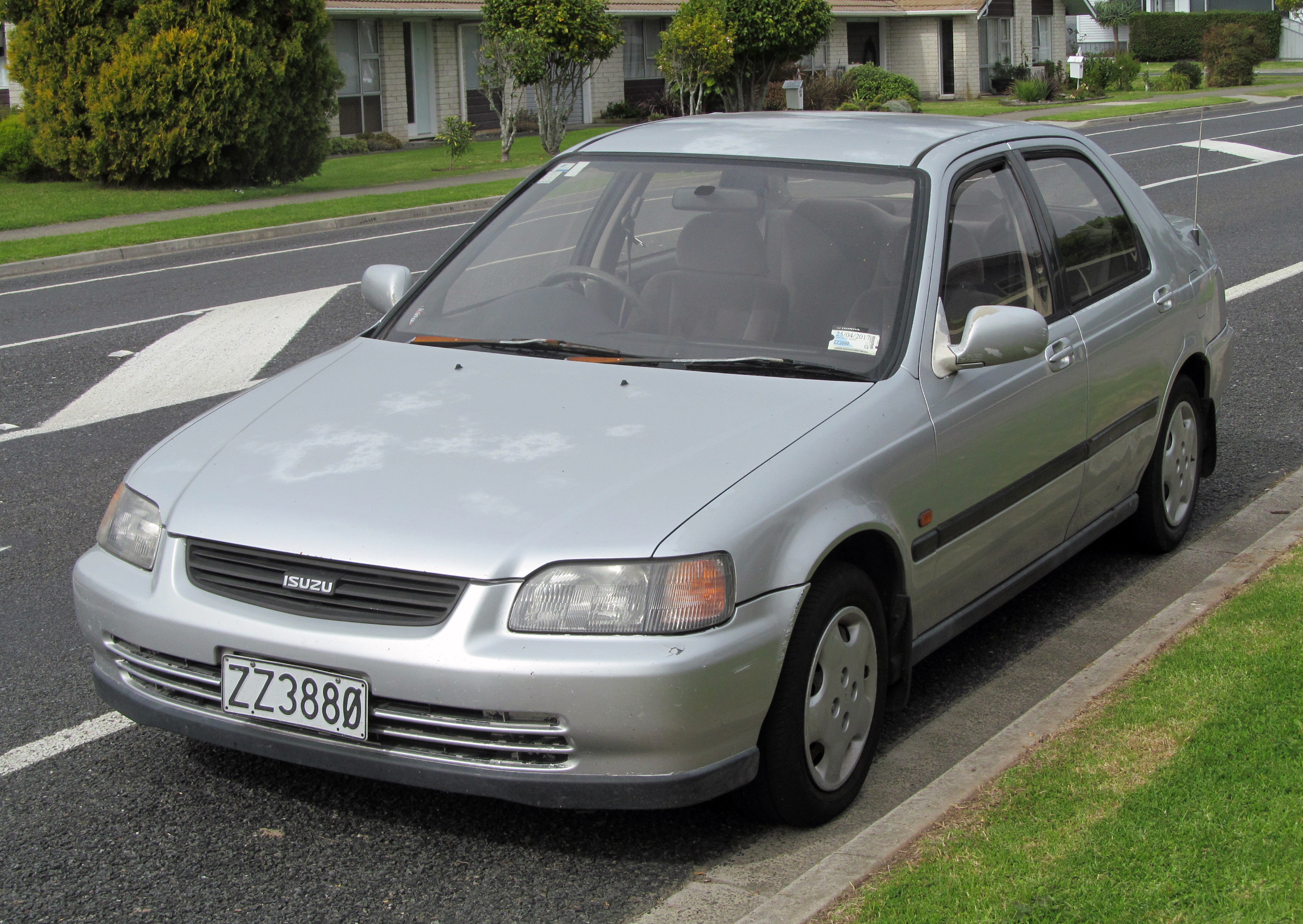
Isuzu Gemini (4. Generation)

## Zweite Generation (1997–2001)
Die zweite Generation erschien 1997 und basiert auf der sechsten Civic-Generation (EK). Optisch unterscheiden sich aber beide Versionen nicht. 2001 wurde der Domani eingestellt und durch den normalen Civic ersetzt. In Japan wurde der Domani zum Modelljahr 2002 bei den Honda Clio-Händlern durch den Honda Fit Aria als Kompaktlimousine ersetzt.

In Kanada wurde die zweite Generation als Acura EL angeboten.

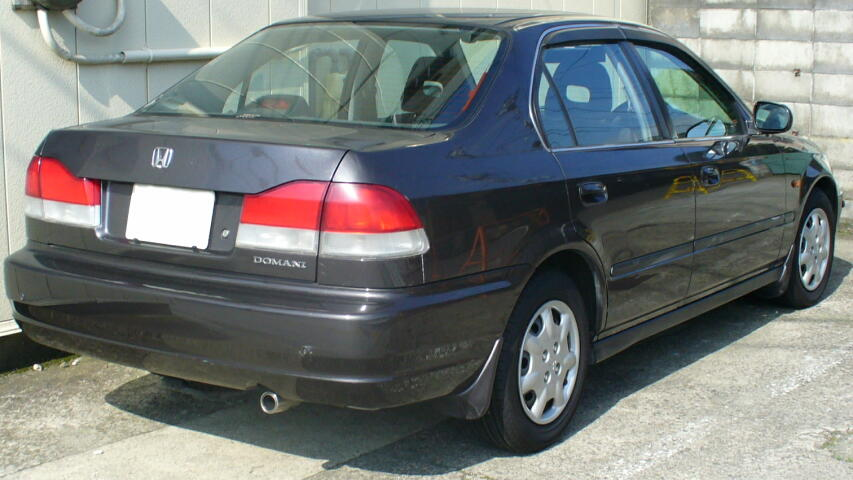
Heckansicht
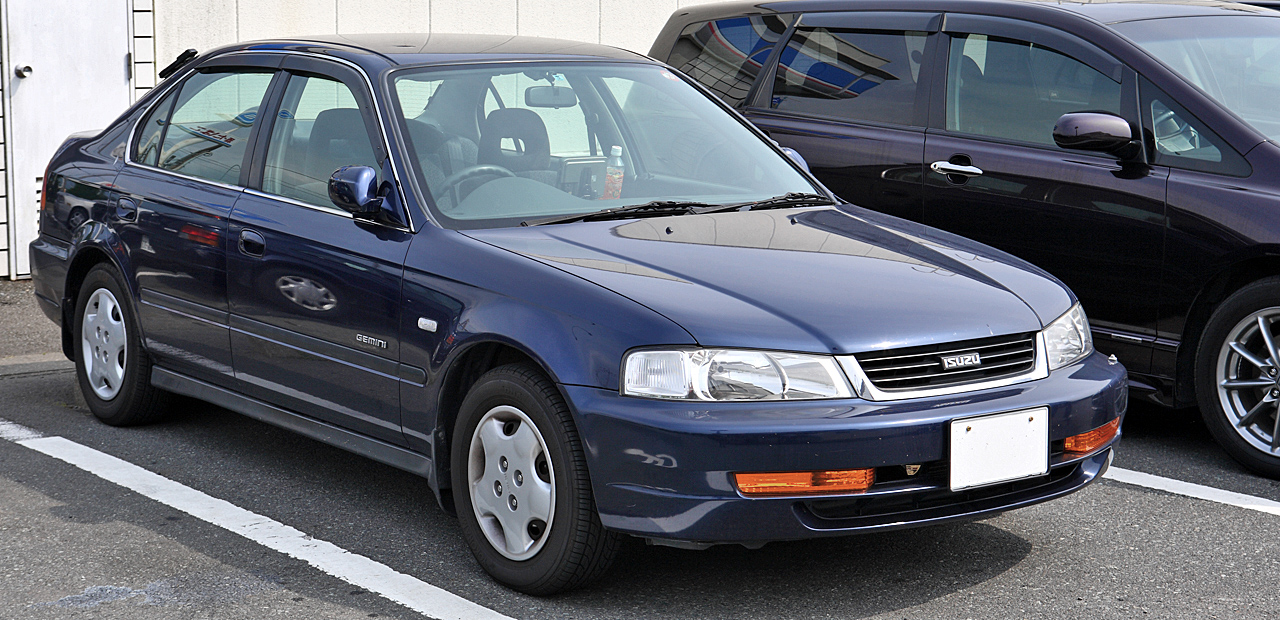
Isuzu Gemini (5. Generation)